# 三宅花圃
三宅 花圃（みやけ かほ、1869年2月4日（明治元年12月23日） - 1943年（昭和18年）7月18日）は、明治時代の小説家、歌人。著書『藪の鶯』は、明治以降に女性によって書かれた初の小説。

## 来歴
姓は田辺、本名は竜子。花圃と号す。本所番場町に住む旧幕臣で元老院議員の父・田辺太一、母・己巳子（きみこ）の長女に生まれる。戸籍では10月5日生まれ。竜子は8歳で麹町小学校に入学したが、その後、跡見花蹊の跡見女学校に学び、ついで桜井女学校、明治女学校と次々と学校を変ったのち、最後に、森有礼の理想によって女子の最高学府として設立された一つ橋の東京高等女学校（現・お茶の水女子大学）専修科に入学、1889年（明治22年）に卒業した。また、10歳の頃から和歌を学び、名家の令嬢たちが多く通っていた中島歌子の「萩の舎」に入るなどし、師の中島歌子の後任として日本女子大学の和歌教授となった。一方で、欧化教育により、洋装で洋書を読み、男女交際もし、馬車で舞踏会に行くような進歩的な環境の中で、多様な教養を身に着けた。

## 文筆家として
1886年（明治19年）、竜子の兄、次郎一（勤）が満20歳という若さで地中海において客死、翌年、竜子が風邪をひいて寝ていた時、母と執事の才八が、兄の一周忌法要を行う費用がないと言って嘆いているのを聞き、突然、「小説を書いて費用を作ろう」と思いつき、たまたま、坪内逍遥の『一読三嘆 当世書生気質』を読んで「これなら書ける」と一気に書いた作品が、『藪の鶯』で、これが女性による初の近代小説であった。逍遥に校閲を頼むことができ、父の太一と金港堂の中根淑（さとし）が知人であるという幸運に恵まれて、『藪の鶯』は1888年（明治21年）6月に出版された。この女性初の小説は大変な好評を得て、翌年には再版され、33円20銭を手にすることができ、兄の法要も無事に営むことができたのであった。
竜子の成功により、若い女性が積極的に小説家を目指すようになっていき、その中に樋口一葉がいた。一葉は「萩の舎」の後輩であったが、家長として一家を背負い、苦しい生活を強いられており、竜子同様、筆を以て立ちたいと思い、出版の斡旋も竜子に頼んでいたようであった。そこで、1892年（明治25年）、竜子が関係していた雑誌『都之花』、新刊間近の『文学界』に一葉を紹介している。同年には三宅雪嶺と結婚、夫を助け5人の子供を育てながら、小説、随筆を発表し続けた。
1920年（大正9年）には、雪嶺とともに雑誌『女性日本人』を主幹、多くの論評を発表した。しかし、昭和に入ると、文学界からは遠ざかり、1943年（昭和18年）7月18日に没した。享年76。墓所は青山霊園。

## 画家として
絵画の作品として、1880年（明治13年）、1881年（明治14年）頃か1884年（明治17年）、1885年（明治18年）に製作された人物画集『三十六花撰』が挙げられる。これは、父太一、母君子、兄勤といった家族や近親者、歌の師中島歌子、文学御用掛・御歌掛の香川景敏、友人の伊東夏子、前田滝子など龍子の周辺人物から36名を選んで、各人の似姿を描いた上に各々が読んだ和歌を添えた小品の画集であった。なお、この画集は、竜子没後の1943年（昭和18年）9月に雑誌『書物展望』において山本茂により紹介され、1948年（昭和23年）12月に限定100部のみ複製された。
『河鍋暁斎絵日記』の1885年（明治18年）1月29日の部分には、月謝1円を持参した若い娘が暁斎に入門している様子が描かれており、この娘が竜子であったとみられる。竜子は、暁斎が親しくしていた三河屋幸三郎という旧幕臣に愛着を持つ金銀細工物屋が田邊家に出入りしており、この三河屋の斡旋により暁斎に入門したという。この頃の暁斎は湯島4丁目に住んでおり、竜子については「番丁田辺辰子」と記され、宝珠を紙に書く様子などが『河鍋暁斎絵日記』にみられる。その後、2月3日、同7日、同17日、同23日、同28日、8月1日、9月20日、10月26日、11月2日に暁斎を訪ねている。上記のうち、2月17日と10月26日の時は、辰子の使いが手本か絵本を届けに行ったようである。8月1日には、暁斎とジョサイア・コンドルが日光旅行へ出かけるのを見送っている。
ただし、「絵はあまり好むほうではなく、暁斎の門人と言うほどではない」と自身が語っているように、良家の令嬢らしく嫁入り前の稽古事のひとつとして暁斎に絵を習ったにすぎないようである（明治時代、女性の教養・趣味として日本画を学ぶことは推奨されていた。同様に、琴を山勢松韻に、三味線を杵屋お六に、和歌と書を中島歌子に習うなど、当時評判をとっていた師匠筋に師事し、芸術的な教養を幅広く身につけている。

## 家族
1892年（明治25年）に結婚した三宅雪嶺との間に子供が5人おり、長女のたみ（民子・多美子）の夫は中野正剛。二女・さえ（小枝子）の夫は船越重男（日本硫酸取締役、日本鉱業研究部長）、三女・淑の夫は鉄道工業副社長で衆議院議員の橫山一平の長男・一俊（館林瓦斯取締役）。長男・勤の子に流通経済大学名誉教授の三宅立雄。長女・たみの四男・中野泰雄は亜細亜大学名誉教授、その子・中野正道はエジプトで約40年間旅行ガイドをしている。
父方の従兄弟に田辺朔郎（父・太一の兄・孫次郎の子）がおり、他の親族に荒井郁之助、安藤太郎、三宅恒方などがいる。

## 参考図書
- 三宅花圃「天才画家の生活」 『女性日本人』第1巻第3号、1920年
- 跡見花蹊女史伝 跡見学園、1990年
- 暁斎 第77号、河鍋暁斎記念美術館編、河鍋暁斎記念美術館、2003年